# Felix Koenigs

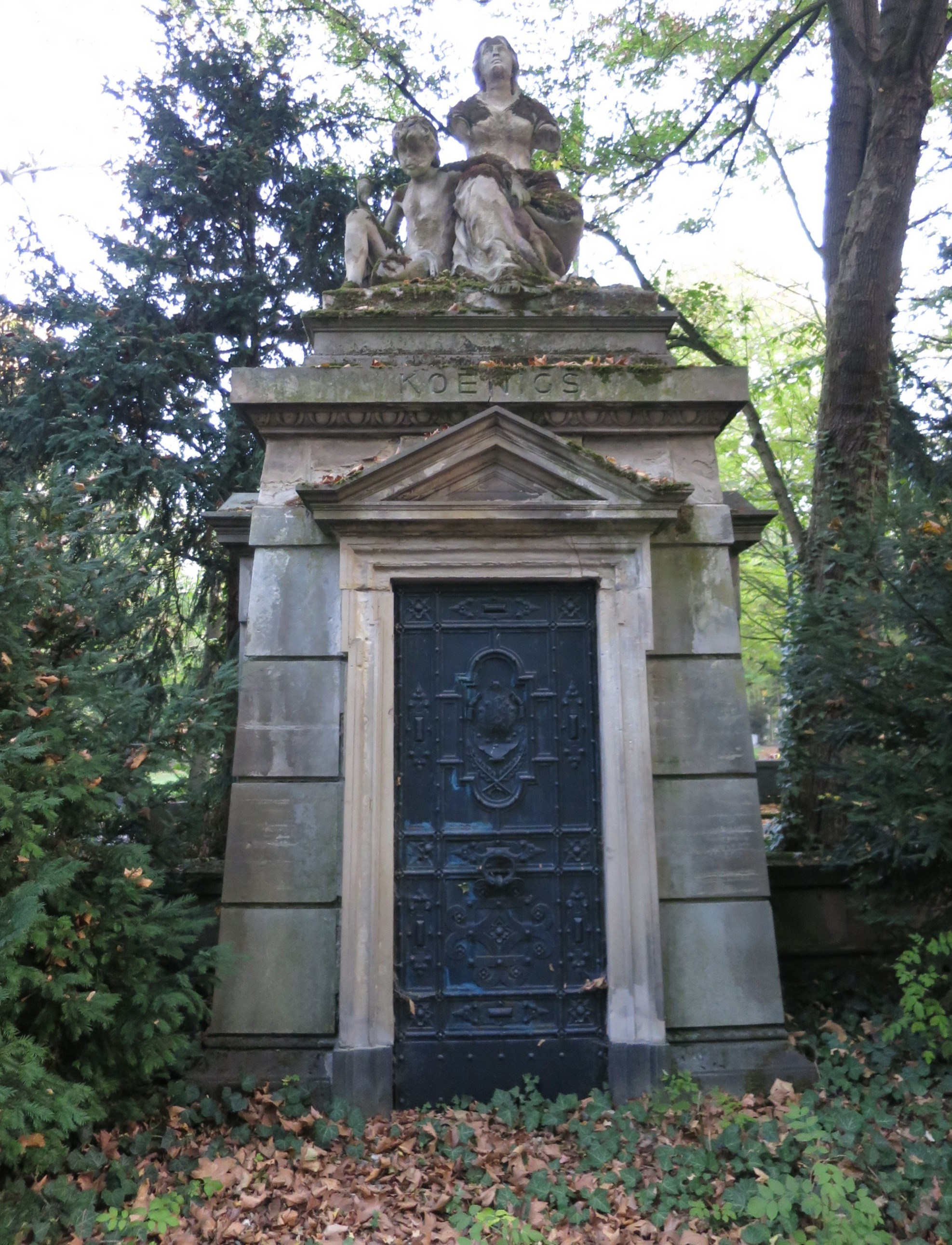
Familiengruft Koenigs

Felix Koenigs (* 18. Mai 1846 in Köln; † 24. September 1900 in Paris) war ein deutscher Bankier.

## Leben
Koenigs trat 1866 in das 1857 von Adelbert Delbrück gegründete Bank- und Kommissionsgeschäft Delbrück, Leo & Co. ein, wurde Prokurist und 1878 persönlich haftender Gesellschafter. Sein älterer Bruder Ernst Friedrich Wilhelm Koenigs wurde 1871 zum Vorstandsmitglied des Schaaffhausen’schen Bankvereins in Köln ernannt. Sein jüngerer Bruder ist der Chemiker Wilhelm Koenigs. Felix Koenigs gehörte zu den Gründern und Finanziers der Berliner Villenkolonie Grunewald in den 1890er-Jahren und besaß hier mehrere Grundstücke. Nach ihm sind Koenigssee und Koenigsallee benannt.
Koenigs war mit zahlreichen Künstlern wie Adolf Brütt, Max Klinger, Wilhelm Leibl und Hans Olde befreundet und selbst Kunstsammler. Er wohnte an der Koenigsallee in direkter Nachbarschaft zum Bildhauer Otto Lessing (1846–1912), mit dem ihn die Liebe zur Kunst verband und mit dem er einmal zum Bilderkauf nach Venedig reiste. Zur Weltausstellung Paris 1900 reiste Koenigs mit Brütt und Klinger, letzterer porträtierte den dort plötzlich Verstorbenen auf dem Totenbett. Das Grab der Familie Koenigs, geschaffen von Ludwig Brunow, befindet sich auf dem Kölner Melaten-Friedhof (MA, zwischen Lit. P+Q).
Der Nachlass Koenigs wurde durch Brütt an die Berliner Nationalgalerie vermittelt. Hierzu gehören die Skulpturen Der Mensch und sein Gedanke/L’Homme et sa Pensée von Auguste Rodin und Büste des Malers Giovanni Segantini von Paolo Troubetzkoy sowie die Gemälde Felsspalt mit Kühen von Anselm Feuerbach, Knabe mit Rind von Heinrich von Zügel, Februarmorgen (Die Furt) von Emile Claus, Vor Sonnenuntergang von Adolf Hölzel, Maja von Anders Zorn, Der Appellationsrat Stenglein (Der Amtmann) von Wilhelm Leibl, Der Kammersänger Karl Wallenreiter von Arnold Böcklin und Rückkehr zur Heimat von Giovanni Segantini. Die Nationalgalerie veranstaltete im März und April 1901 die Sonderausstellung „Ausstellung der Sammlung Felix Koenigs“. Sein Schwiegerneffe Magnus von Wedderkop verfasste dazu das Vorwort im Ausstellungskatalog.
Die Werke der Sammlung Koenigs gehören zum Grundstock der Moderne in der Sammlung der Nationalgalerie.

## Werke der Sammlung Koenigs in der Berliner Nationalgalerie

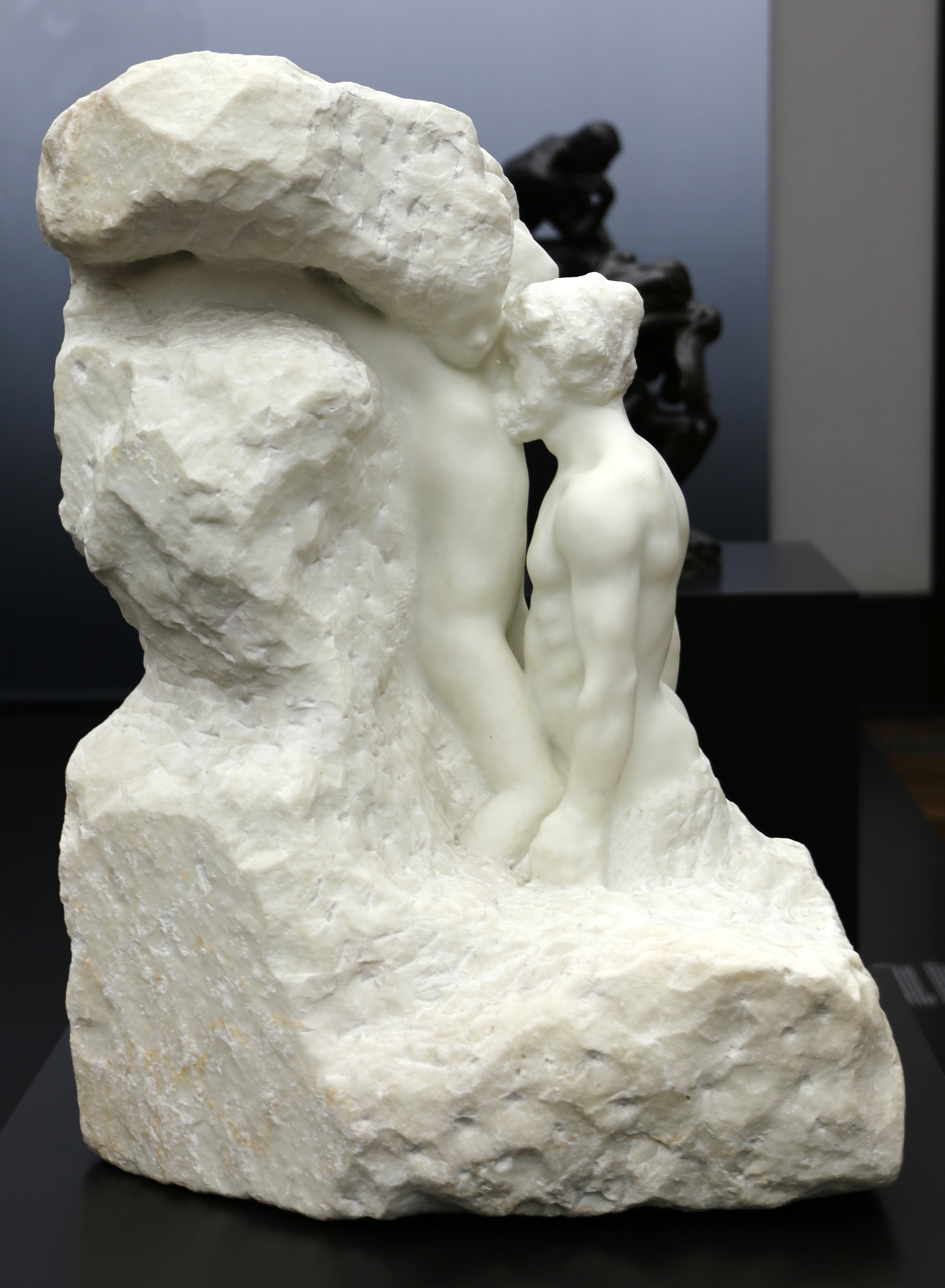
Auguste Rodin: Der Mensch und sein Gedanke
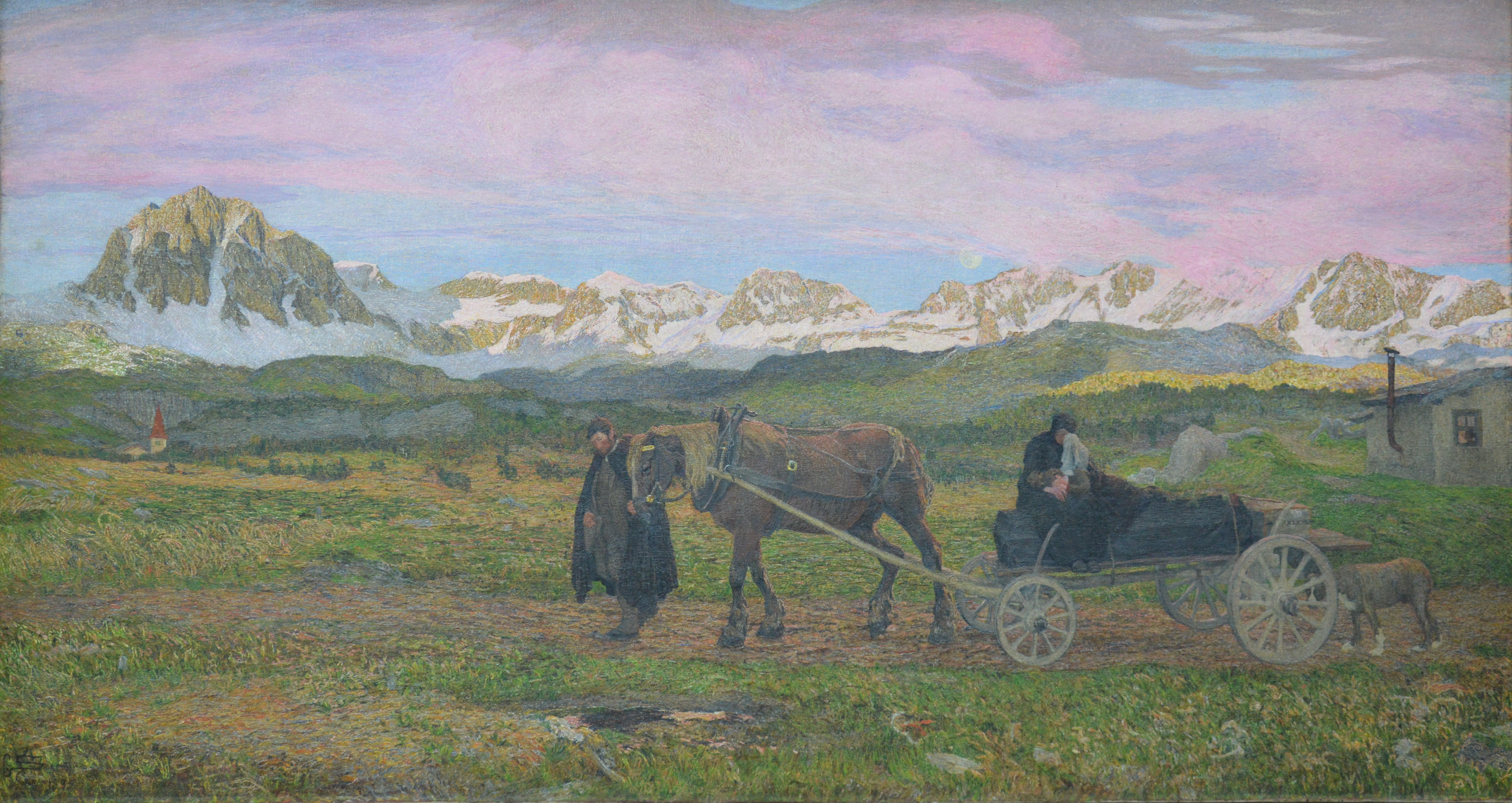
Giovanni Segantini: Rückkehr zur Heimat
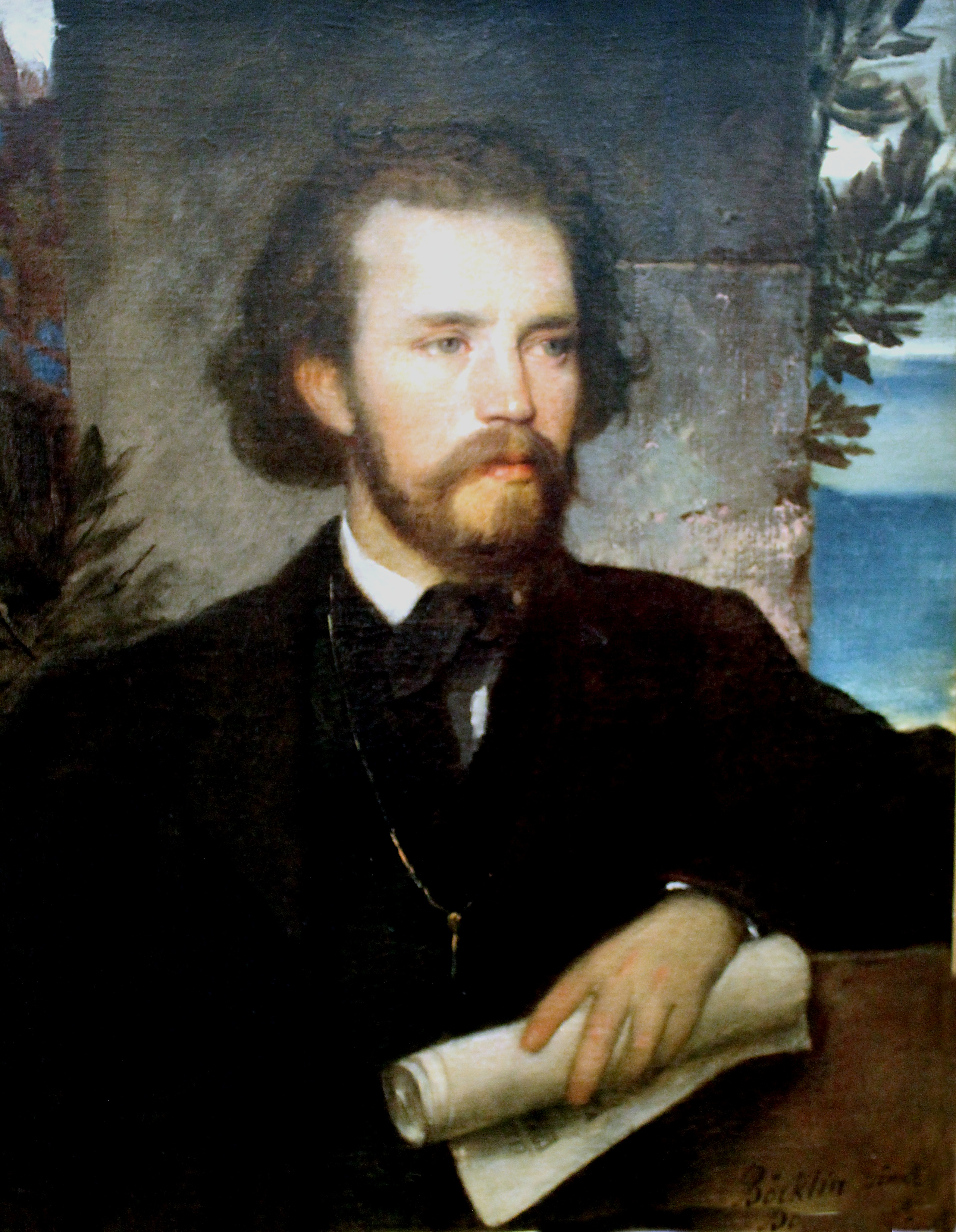
Arnold Böcklin: Der Sänger Karl Wallenreiter
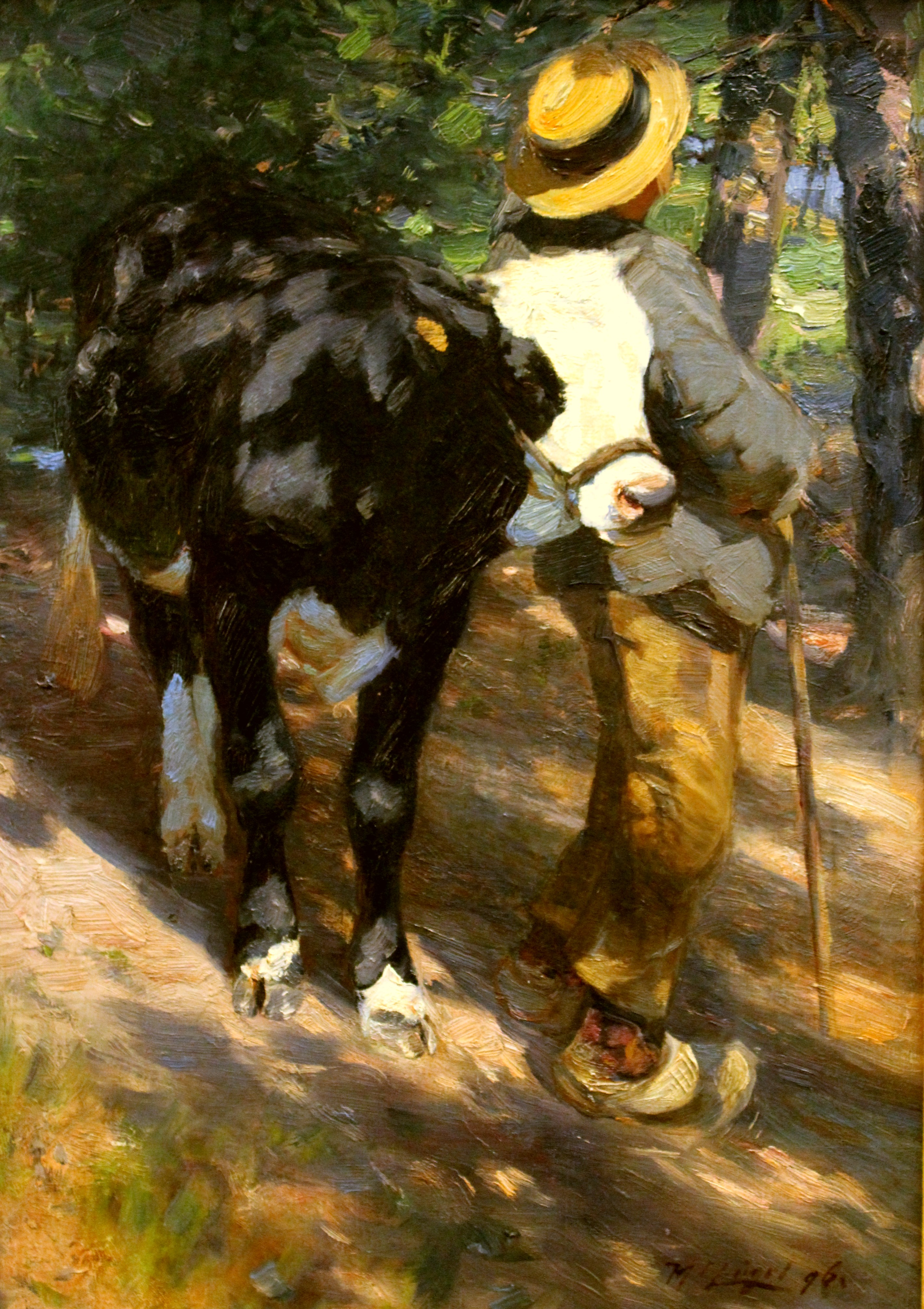
Heinrich von Zügel: Knabe mit Rind
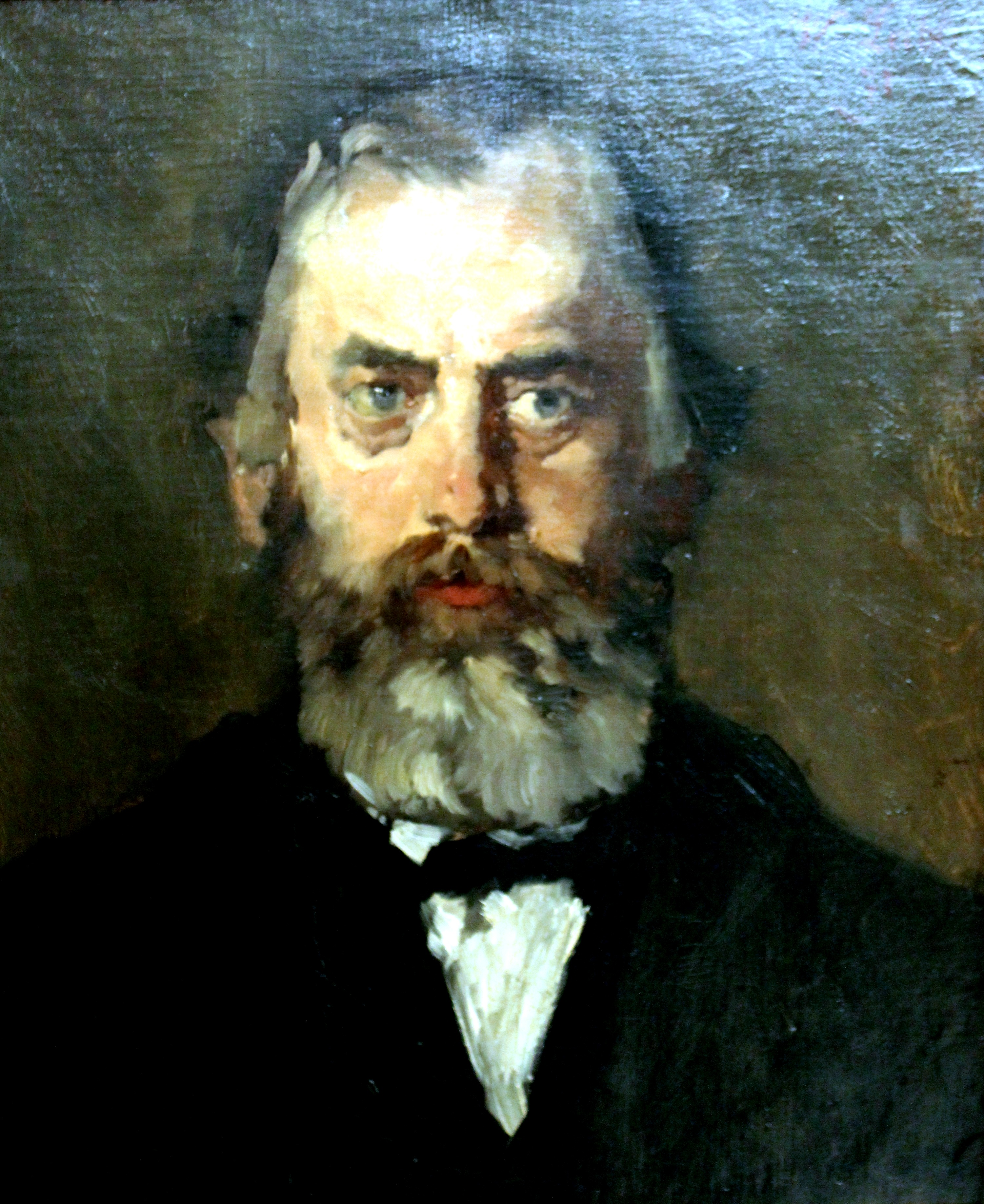
Wilhelm Leibl: Der Appellationsrat Stenglein
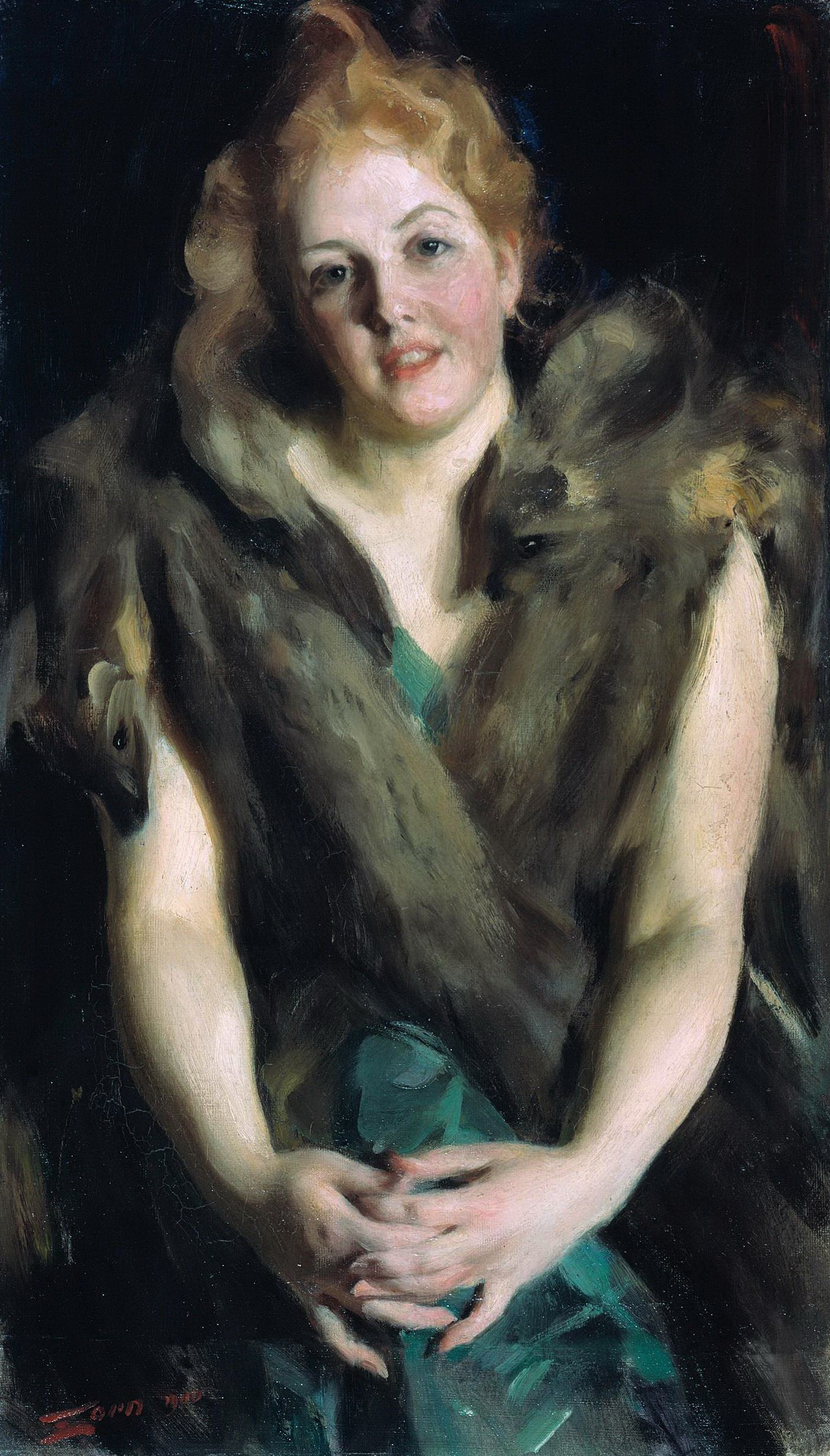
Anders Zorn: Maja
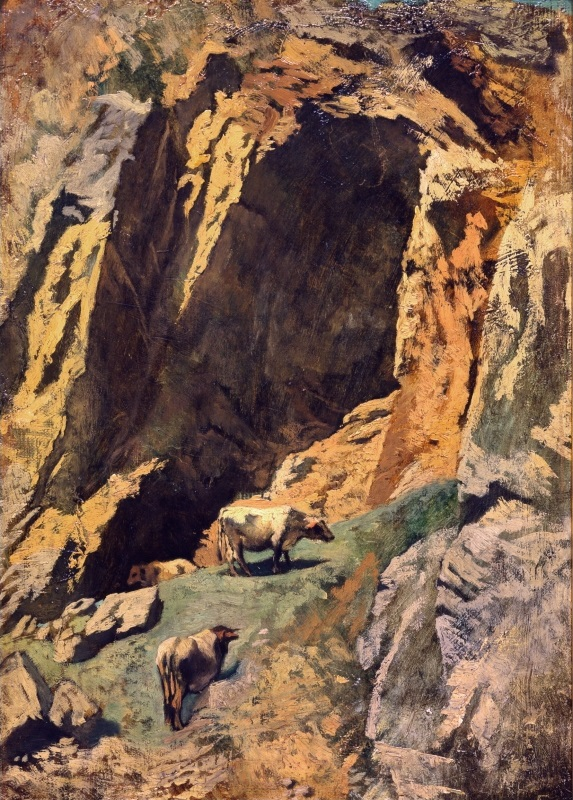
Anselm Feuerbach: Felsspalt mit Kühen

## Porträts
- Adolf Brütt: Büste Felix Koenigs, Bronze
- Max Klinger: Kopf Felix Koenigs auf dem Totenbett. Schabkunstblatt, 1901